# ブールヴィル
ブールヴィル（Bourvil、本名：André Robert Raimbourg、1917年7月27日 - 1970年9月23日）はフランスのコメディアン、俳優。

## 来歴
セーヌ＝マリティーム県のプレト・ヴィクマール生まれ。芸名のブールヴィルは、少年時代をセーヌのブールヴィルで過ごしたところからとっている。はじめは農業で生計を立てるが、その後パン屋を振り出しに様々な職に就き、1937年にパリで軍隊に入隊する。除隊後は芸能の世界に入り、ミュージック・ホール、オペレッタ、ラジオなどでヴォードヴィリアンとして活躍、1945年に映画デビューした以後、フランスで最も人気のあるコメディアンのひとりとなった。
1956年の"La ferme du pendu"でヴェネツィア国際映画祭男優賞を受賞。1962年の『史上最大の作戦』の連合軍の侵攻に大喜びする市長役、1964年の『大追跡』をはじめとする一連のルイ・ド・フュネスとの迷コンビぶりや、シリアスな演技を見せた1970年の『仁義』の刑事役が印象深い。しかしフランスの喜劇が日本人にあまりウケないという事もあり、出演作品の多いわりには、その多くが日本では未公開のままである。
1970年にパリ郊外の病院で死去した。

## 主な出演作品
- 三銃士（1953）
- パリ横断（1956）
- レ・ミゼラブル（1958）
- 史上最大の作戦 -The Longest Day（1962）
- 大追跡（1964）
- 大進撃（1966）
- 大頭脳（1969）